# 莫桑比克全國抵抗
莫桑比克全國抵抗运动（葡萄牙語：Resistência Nacional Moçambicana，缩写为RENAMO）是一個由解放運動轉型而成的政黨，由黨魁阿方索·德拉卡馬領導。在1975年至1992年的莫桑比克內戰中，它的主要對手是莫桑比克解放陣線和津巴布韋非洲民族聯盟。

## 歷史

### 成立
在中間派民主國際的資助下，莫桑比克全國抵抗運動於1975年正式成立。中間派民主國際是羅德西亞（今津巴布韋）的情報機構。 當時的羅德西亞政府是由占人口少數的白人所組成，它正面對津巴布韦非洲民族解放军的威脅，如果該解放軍得到莫桑比克解放陣線的援助，羅德西亞政府有被推翻的危險；因此，羅德西亞政府在莫桑比亞扶植全國抵抗運動，作為牽制解放陣線的重要力量。

### 內戰
1976至1977年，羅德西亞的軍隊多次進入莫桑比亞的領土，進行多項針對津巴布韋民族解放軍的行動，當時莫桑比克解放陣線並沒有作出反抗。羅德西亞政府利用這個機會，為解放陣線的前官員安德烈·馬桑蓋塞（Andre Matsangaissa）提供軍事訓練，將他培育成全國抵抗運動的領袖；全國抵抗運動在這個時候開始對解放陣線发动武装进攻，內戰於1977年正式爆發。
因为组织内部缺乏统一政治理念和战术，全国抵抗运动在战争期间曾严重侵犯人权，并关闭、摧毁了当时三分之一的学校和医院。据战争人类学家记载，全国抵抗运动士兵在冲突地区屠杀、强奸民众，强制征兵的现象广泛存在。此外，士兵还曾抢夺人道主义援助物资，并烧毁村庄和农田。
馬桑蓋塞其後於1979在一次失败的军事行动中丧生，阿方索·德拉卡馬接任了領袖一職。此內戰直至1992年雙方在聯合國的監督下簽署和平協議才告一段落。

### 2013年衝突
2012年10月，全國抵抗運動將總部遷移至戈龍戈薩，並且在當地設立軍事訓練營。德拉卡聲稱如果政府不能滿足他的政治要求，將破壞整個國家。
2013年4月4日，1名女性及4名警察在全國抵抗運動襲擊一個警察局时被殺害，另有10名警察受傷。襲擊者指該襲擊是为了報復警方突襲全國抵抗運動的集會活動。 
6月21日，全國抵抗運動的遊擊隊在索法拉省襲擊一輛巴士，造成一名老年女性受傷。
10月26日，該組織在貝拉襲擊一輛汽車，造成1人死亡、10人受傷。

## 前黨旗

抵运第一面旗帜
抵运第二面旗帜

## 外部連結
- RENAMO 官方網頁 （页面存档备份，存于）
- RENAMO 主要政策指引 2004 (pdf)（英）
- 莫桑比亞與美國在冷戰中的關係（英）